# Карло Јанка
Карло Јанка (итал. Carlo Janka) швајцарски је алпски скијаш.
Јанка је дебитантски наступ у Светском купу имао 21. децембра 2005. у велеслалому у Крањској Гори, где је остао без пласмана јер није завршио прву вожњу. Прве бодове освојио је у италијанској Алта Бадији 17. децембра 2006, где је у велеслалому завршио на 20. месту. Прве значајније резултате почео је бележити у сезони 2008/09. На прво постоље попео се у канадском Лејк Луизу. Био је други у спусту. На прву победу није дуго чекао. Победио је у Вал д'Изеру у Француској, 13. децембра 2008. у велеслалому. То ће му скијалиште остати у лепом сећању. Ту је на Светском првенству прво освојио бронзану медаљу у спусту, да би 13. фебруара 2009. освојио и титулу светског првака у велеслалому.

## Резултати Карла Јанке

### Светска првенства
| Дисциплина / Такмичење | Бардонекија 2005. (јуниори) | Канада 2006. (јуниори) | Вал д'Изер 2009. |
| ---------------------- | --------------------------- | ---------------------- | ---------------- |
| Спуст                  | 9                           | Ab.                    | 3                |
| Слалом                 | 22                          | Ab.                    |                  |
| Велеслалом             | Ab.                         | 3                      | 1                |
| Сипервелеслалом        | 16                          | 7                      | 9                |

## Победе у Светском купу
11 (3 у спусту, 1 у супервелеслалому, 4 у велеслалому, 2 у комбинацији)
| Број | Датум              | Скијалиште          | Дисциплина       |
| ---- | ------------------ | ------------------- | ---------------- |
| 1.   | 13. децембар 2008. | Вал д'Изер          | Велеслалом       |
| 2.   | 16. јануара 2009.  | Венген              | Суперкомбинација |
| 3.   | 4. децембар 2009.  | Бивер Крик          | Суперкомбинација |
| 4.   | 5. децембар 2009.  | Бивер Крик          | Спуст            |
| 5.   | 6. децембар 2009.  | Бивер Крик          | Велеслалом       |
| 6.   | 16. јануар 2010.   | Венген              | Спуст            |
| 7.   | 10. март 2010.     | Гармиш-Партенкирхен | Спуст            |
| 8.   | 12. март 2010.     | Гармиш-Партенкирхен | Велеслалом       |
| 9.   | 5. март 2011.      | Крањска Гора        | Велеслалом       |
| 10.  | 16. јануар 2015.   | Венген              | Суперкомбинација |
| 11.  | 7. фебруар 2016.   | Џеонгсеон           | Супервелеслалому |

### Резултати уСветском купу
| Година/Пласман | Година/Пласман | Генерално | Генерално | Спуст   | Спуст  | Слалом  | Слалом | Велеслалом | Велеслалом | Супервелеслалом | Супервелеслалом | Комбинација | Комбинација |
| -------------- | -------------- | --------- | --------- | ------- | ------ | ------- | ------ | ---------- | ---------- | --------------- | --------------- | ----------- | ----------- |
| Година/Пласман | Година/Пласман | Пласман   | Бодови    | Пласман | Бодови | Пласман | Бодови | Пласман    | Бодови     | Пласман         | Бодови          | Пласман     | Бодови      |
| 2007.          | 2007.          | 130       | 11        | -       | -      | -       | -      | 40         | 11         | -               | -               | -           | -           |
| 2008.          | 2008.          | 64        | 109       | 46      | 13     | -       | -      | 28         | 58         | 46              | 6               | 31          | 32          |
| 2009.          | 2009.          | 7         | 728       | 16      | 174    | -       | -      | 6          | 238        | 16              | 74              | 1           | 242         |
| 2010.          | 2010.          | 1         | 1197      | 2       | 448    | -       | -      | 2          | 341        | 6               | 192             | 2           | 216         |
| 2011.          | 2011.          | 3         | 793       | 9       | 226    | -       | -      | 5          | 235        | 6               | 205             | 6           | 112         |
| 2012.          | 2012.          |           |           |         |        |         |        |            |            |                 |                 | 19          | 54          |